# Бродерік (Саскачеван)
Бродерік (англ. Broderick) — село в канадській провінції Саскачеван, приблизно за 5 км на схід від міста Аутлук.

## Населення

### Чисельність
| 2001 | 2006 | 2011 | 2016 |
| ---- | ---- | ---- | ---- |
| 83   | 77   | 71   | 85   |